# 桃園市立楊梅高級中等學校
桃園市立楊梅高級中等學校（英語：Taoyuan Municipal Yang Mei Senior High School），簡稱楊梅高中、梅高，為一所位於桃園市楊梅區的市立普通型高級中等學校附設職業類科，位於楊梅高山頂台地南緣。原為國立楊梅高級中學，於2018年改隸桃園市成為市立高中。

## 校園歷史

### 演變與發展
- 1948年：桃園縣立楊梅初級中學成立。
- 1951年：增設高中部，奉准將桃園縣立楊梅初級中學更名桃園縣立楊梅中學。
- 1968年：實施九年國民義務教育，初中部與高中部分別獨立。初中部改制為桃園縣立楊梅國民中學，高中部改制為台灣省立楊梅高級中學。
- 1983年：附設高級進修補習學校成立。
- 1989年：梅高校友會成立。
- 2000年：台灣省政府組織精簡，改隸教育部，更名為國立楊梅高級中學。
- 2008年：因應教育部高中職社區化政策，學生宿舍廢除。
- 2018年：1月1日，改隸桃園市政府轄，更名為桃園市立楊梅高級中等學校。
- 2019年：學制恢復為普通高中附設職業類科，綜合高中部停止招生。

### 歷任校長
| 任期 | 姓名       | 任職日期  | 離職日期  | 備註                                                             |
| ---- | ---------- | --------- | --------- | ---------------------------------------------------------------- |
| 1    | 史振鼎先生 | 1968年8月 | 1975年1月 | 原基隆市立第一中學校長轉任，調任省立新竹高級中學                 |
| 2    | 馮堯春先生 | 1975年2月 | 1978年7月 | 原省立竹山高級中學校長轉任，調任省立桃園高級中學                 |
| 3    | 董寶鏡先生 | 1978年8月 | 1982年1月 | 原任省立頭城高級中學校長轉任，任滿退休                           |
| 4    | 欒澤秋先生 | 1982年2月 | 1986年1月 | 原省立竹南高級中學校長轉任，任滿退休                             |
| 5    | 郭治華先生 | 1986年2月 | 1993年7月 | 原桃園縣政府教育局局長轉任，任內退休                             |
| 6    | 孔建國先生 | 1993年8月 | 1997年7月 | 原省立員林高級家事商業職業學校教務主任升任，調任省立員林高級中學 |
| 7    | 鍾香華女士 | 1997年8月 | 2003年7月 | 原省立新竹女子高級中學校長轉任，任內退休                         |
| 8    | 蘇景進先生 | 2003年8月 | 2010年2月 | 原明陽中學校長轉任，任內退休應聘桃園市六和高級中等學校校長       |
| 代理 | 林裕豐先生 | 2010年2月 | 2010年7月 | 教務主任代理，現為桃園市立陽明高級中等學校校長一職               |
| 9    | 林桂鳳女士 | 2010年8月 | 2017年7月 | 原國立竹北高級中學總務主任升任，調任國立竹東高級中學             |
| 10   | 鄒岳廷先生 | 2017年8月 | 2023年7月 | 原國立北港高級中學教務主任升任，調任桃園市立中壢商業高級中等學校 |
| 11   | 鍾碧霞女士 | 2023年8月 | 現任      | 原桃園市立龍潭高級中等學校校長轉任                               |

## 外部連結
- 官方网站